# Massada
Pour le groupe néerlandais, voir Massada (groupe).
Pour les articles homonymes, voir Masada (homonymie).
Massada (écrit avec « ss » ou avec « s », vient de l'hébreu מצדה, metsada, « forteresse ») est un site archéologique du district sud d'Israël, constitué de plusieurs palais et de fortifications antiques, construits par Hérode le Grand, perchés sur un socle de calcaire, au sommet d’une montagne isolée sur la pente est du désert de Judée. 
Au Ier siècle, lors de la Grande Révolte contre les Romains, Massada est le lieu d'un siège romain contre un millier de rebelles juifs, qui se termine par la décision d'un suicide collectif ou un meurtre collectif qui marque l'histoire du peuple juif.

## Géographie
Les falaises du côté est du désert de Judée, qui surplombent la mer Morte, sont hautes d’environ 450 mètres ; à l'ouest, elles dominent la vallée d'une centaine de mètres. Massada s'élève à une hauteur de 63 mètres au-dessus du niveau de la mer et à environ 450 mètres au-dessus de la mer Morte sise à son pied. 
L’accès pédestre au site de Massada est difficile. Il s'agit d'une mesa, plateau presque plat qui s'étend sur une quinzaine d'hectares flanqué de falaises abruptes. Il a la forme d’un triangle d’environ 600 mètres sur 300. 

## Description
Une muraille de pierres blanches, d'une hauteur de 5,3 mètres pour une épaisseur de 3,6 mètres, était équipée de 37 tours hautes de 22 mètres d'où l'on pouvait passer dans des habitations construites sur toute la face intérieure du mur. L'enceinte courait sur une longueur de 1 300 mètres et verrouillait le sommet du plateau. 
La forteresse comprenait un palais tourné vers le nord, situé sous les remparts de la citadelle. Le mur du palais était haut et solide ; il était flanqué aux angles de quatre tours de 26,6 mètres de haut. À l'intérieur, la disposition des appartements, des portiques et des bains témoignait du luxe et de la variété des styles ; partout s'élevaient des colonnes monolithes : les murs et le pavé des appartements étaient revêtus de mosaïques aux couleurs variées. Au palais, le roi Hérode avait fait ajouter dans la forteresse, des entrepôts, des citernes en grand nombre, alimentées à dos d'animaux, des casernes et une armurerie. Deux chemins, étroits et sinueux, serpentaient sur les flancs jusqu’aux portes fortifiées du site.

## Histoire
À l’origine, Massada était une simple garnison fortifiée par les premiers princes hasmonéens. Selon Flavius Josèphe, un historiographe juif du Ier siècle, Hérode le Grand aménagea la forteresse en trois étapes successives de travaux, entre 37 et 15 av. J.-C. comme refuge contre d’éventuelles révoltes intérieures et menaces d’invasion égyptienne. 
En 66, au début de la Grande Révolte contre l'oppression des Romains, un groupe de rebelles juifs, les Sicaires du parti nommé zélotes, prirent Massada à la garnison romaine qui y était stationnée. En 70, ils furent rejoints par d’autres Juifs et leurs familles expulsés de Jérusalem lorsque la ville fut prise par les Romains.

### Siège de Massada
Pendant les trois années suivantes, les Juifs utilisèrent Massada comme base pour se défendre contre les Romains.

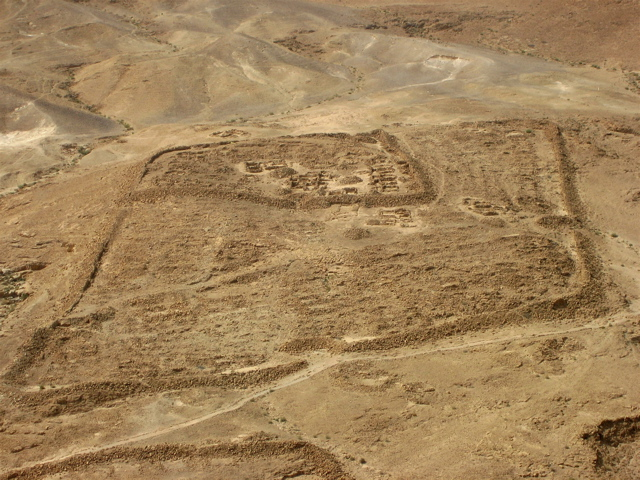
Les restes d'un des huit camps romains, situé versant ouest.

En 72, Lucius Flavius Silva, légat et général commandant l'armée romaine de Judée, marche sur Massada avec la Légion X Fretensis et six cohortes auxiliaires pour faire le siège de la forteresse. Les légionnaires romains construisent un mur d’encerclement (mur de circonvallation de trois kilomètres de long), puis érigent huit camps et enfin une gigantesque rampe d'accès de 100 m de haut contre la face ouest du plateau, avec des milliers de tonnes de pierres, de terre battue et de troncs d’arbres : un exploit technique. 
Flavius Josèphe ne signale aucune tentative importante de contre-attaque des Sicaires pendant la construction. Les Sicaires étaient sûrs que la forteresse serait imprenable, car ils possédaient les armes prises à l’ancienne garnison romaine, de l'eau en quantité dans des citernes creusées dans la falaise (des canaux reliant les citernes creusées sous Hérode alimentaient un système d'irrigation complexe permettant la culture de vignes, d'oliviers donnant une huile très fine, de fruits — dattes, grenades — et de céréales) et beaucoup de vivres dans les entrepôts de la forteresse. On raconte aussi que lors de la construction de cette rampe, les Romains utilisent des prisonniers hébreux afin d'éviter les attaques des Sicaires, ceux-ci ne pouvant se résoudre à tuer leurs frères pour leur survie. La forteresse avait été conçue pour soutenir un long siège. Environ 8 000 Romains encerclent un millier de rebelles juifs. La géographie des lieux, le désert, rendaient impossible toute fuite.
La rampe est achevée au printemps 73, après environ sept mois de siège, ce qui permet aux Romains d’enfoncer la muraille de la forteresse avec un bélier monté sur une tour mobile. Mais quand les légionnaires pénétrèrent dans la forteresse le 16 avril, ils découvrent que les défenseurs avaient mis le feu à tous les bâtiments, à l’exception des entrepôts de nourriture, et qu’ils s’étaient suicidés en masse plutôt que d'affronter une capture, le viol des filles, l'esclavage des enfants ou une défaite certaine. Les entrepôts avaient probablement été préservés pour montrer que les défenseurs avaient gardé la capacité de vivre et de choisir l’heure de leur mort. Le récit du suicide collectif semble avoir été rapporté à Flavius Josèphe par deux femmes qui ont échappé au suicide en se cachant dans une citerne avec leurs cinq enfants.
Flavius Josèphe - qui écrit peu après les événements - décrit les Sicaires comme des fanatiques violents et ne fait pas un portrait flatteur de ces hommes. Il reconstruit le discours du chef, Elazar ben Ya’ir (dont un sur l’immortalité de l’âme), expliquant les motivations de ce suicide collectif, mais, en tant que Juif, il reste perplexe devant un tel acte.

### Remise en cause et survivance du mythe
À la suite des récentes découvertes archéologiques, certains historiens ne croient plus qu’un suicide en masse ait été organisé à Massada, bien qu’ils admettent généralement que les défenseurs de Massada ont mis le feu aux bâtiments quand les murailles ont été enfoncées, et qu'il est vraisemblable que beaucoup d’entre eux se sont tués[réf. nécessaire]. Néanmoins, le siège de Massada est devenu un mythe et un récit populaire illustrant l’héroïsme face à l’oppression, et les détails les plus douteux du comportement des Sicaires sont désormais souvent relativisés.
Les ruines de la Citadelle mènent à la découverte de documents qui confortent la thèse du meurtre collectif avec un seul suicide. Cette hypothèse va dans le sens de la précédente (les pères de famille tuèrent leur famille), dix personnes exécutent la communauté et les dix tirent au sort leur assassin qui sera le seul à se suicider.

### Après la chute de la forteresse
Le site a été occupé par les Romains après la prise de la forteresse. Par la suite, des moines s'installent sur une partie du site. Celui-ci est complètement délaissé après la conquête musulmane.

## Site actuel

### Fouilles

#### Fragments bibliques

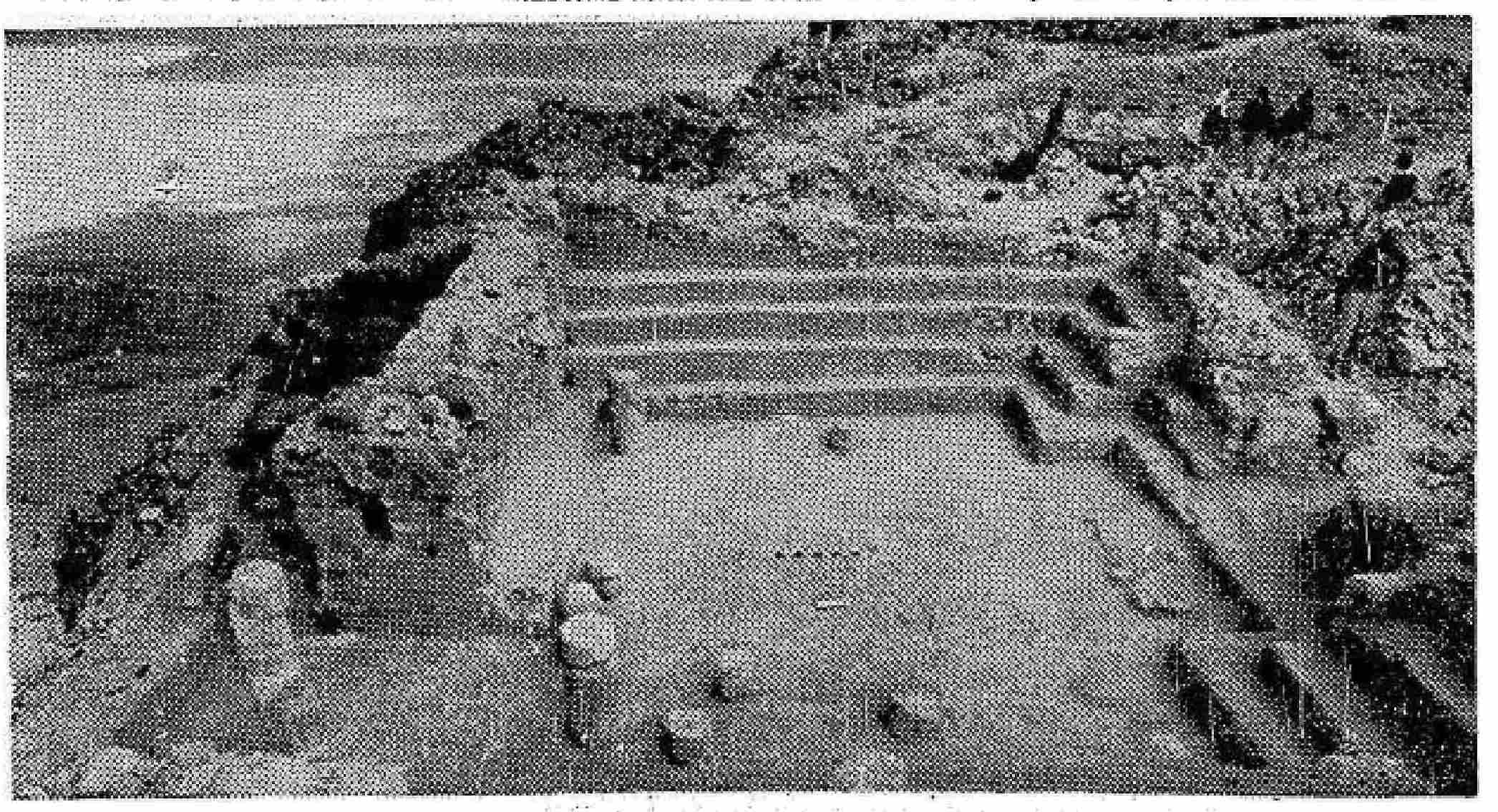
Synagogue de Massada (avant 1965)

Le site de Massada est identifié en 1842 et complètement fouillé de 1963 à 1965, notamment menées par le professeur Yigal Yadin. Parmi les objets découverts se trouvaient six fragments bibliques de la Torah (l'Ancien Testament). Des manuscrits avaient en effet été déposés dans des jarres rangées dans des grottes (un des indices en faveur de l'hypothèse qu'un petit nombre d'Esséniens s'étaient réfugiés à Massada après la destruction de leur site de Qumrân par les Romains en 68-70), deux avaient été cachés dans des guenizot (dépôts de textes sacrés) sous la synagogue et d'autres rassemblés par les Romains, après leur siège victorieux, dans une bâtisse dénommée la « casemate des rouleaux » située dans une petite cellule au sud de la synagogue. Environ 700 inscriptions montrent que l'araméen était couramment utilisé.
L'équipe déterra aussi onze ostraka (tessons de céramique portant les noms de personnes).

#### Palmier dattier de Judée

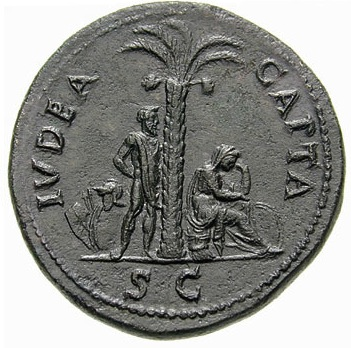
Sesterce de Vespasien (vers 71 apr. J.-C.) célébrant sa victoire sur les rebelles juifs et montrant l'importance du palmier dattier pour l'économie de la région. Homme debout les mains liées dans le dos, sous un palmier la Judée assise pleure. Inscription : IVDEA CAPTA (« La Judée est conquise »).

Lors de ces fouilles, est révélée une cache de noyaux de dattes conservés dans une jarre en argile, probablement déposés là par les rebelles juifs qui se barricadaient lors du siège romain. Estimée de la période du Second Temple, la datation au radiocarbone a confirmé que ces graines de palmier dattier de Judée dataient de 155 av. J.C. à 64 ap. J.C.. Cette découverte a eu un écho mondial car la plante autrefois prolixe dans ces contrées et réputée alentours avait totalement disparu. Les graines ont ensuite été stockées pendant 40 ans à l'université Bar-Ilan (Ramat Gan). En 2005, elles sont traitées et plantées au kibboutz Ketura dans l'Arabah (sud d'Israël) où se trouve l'Institut Arava d'études environnementales durables qui œuvre pour faire revivre d'anciennes variétés de palmiers dattiers,. L'une d'elle a germé et donné un plan mâle nommé « Mathusalem »,. La renaissance du palmier Mathusalem de Massada est remarquable car il est issu de la plus ancienne graine connue au monde ayant pu germer avec succès - ce qui le fait figurer dans le livre Guinness des records. 
Son pollen a ensuite fécondé d'autres plans femelles issus de sites archéologiques de la même région. En 2020, l'un de ces plants a donné ses premiers fruits, après 2 000 ans de carence. L'année suivante, quelques centaines de dattes sont cueillies et goûtées par le personnel de l'institut Arava,. Pour vérifier leur réputation vantée depuis l'Antiquité, elles sont parallèlement analysées afin de mieux connaître leurs propriétés organoleptiques et leur composition biochimique.

### Restauration et classement

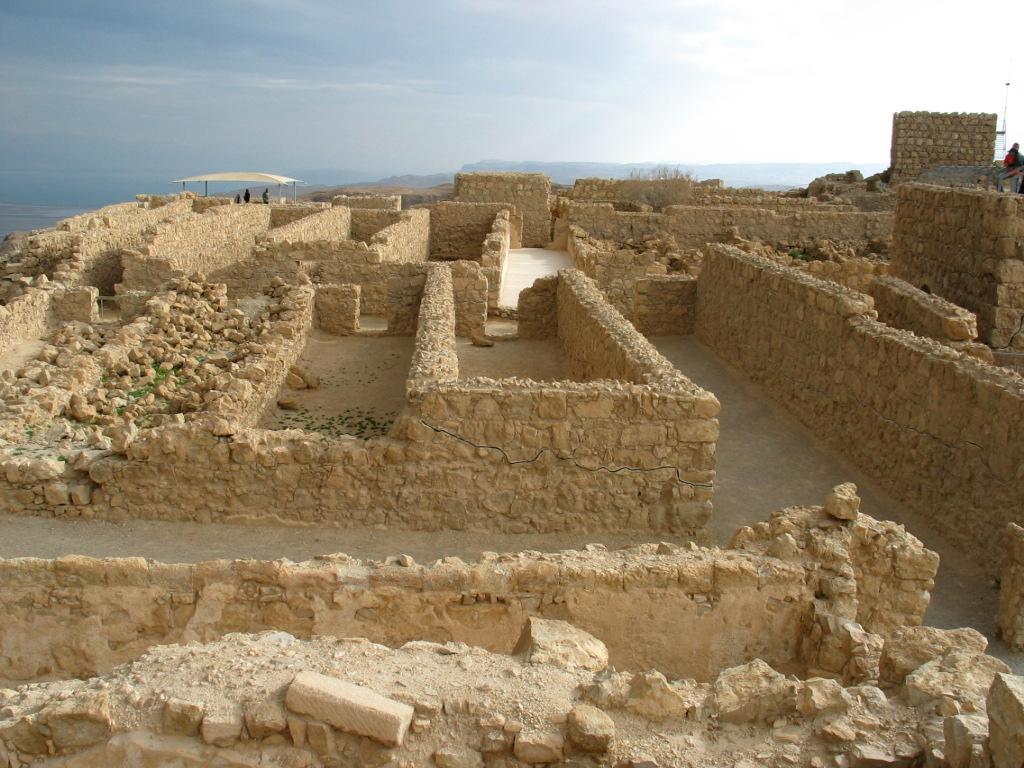
Massada actuel. La partie supérieure des murets, au-dessus de la ligne noire est une reconstitution.

Massada est classée au patrimoine mondial par l'UNESCO en 2001. Forteresse perchée sur un socle de calcaire dolomitique dominant le désert, près de la mer Morte, Massada, avec ses ruines restaurées, est devenue un lieu de pèlerinage moderne pour les Israéliens et les touristes.
Sur les vestiges de murets court, d'un bout à l'autre du site, une large ligne noire sinueuse. Elle délimite les ruines originelles des ajouts contemporains, la plupart ayant été rehaussées de quelques rangées de pierres pour les rendre plus imposantes.
La synagogue de Massada est de nos jours, fréquentée par de nombreux pèlerins.
Une église byzantine en dolomite s’élève quasiment au centre du site ; ses murs sont d'une hauteur importante. Elle est dotée d’une abside à l’extrémité orientale et d’un narthex à l’ouest. À l’origine, le sol était recouvert d’un pavement en mosaïque. Des fragments subsistant des murs montrent qu’ils étaient décorés de motifs en pierres colorées et tessons de poterie.

### Accès depuis la vallée

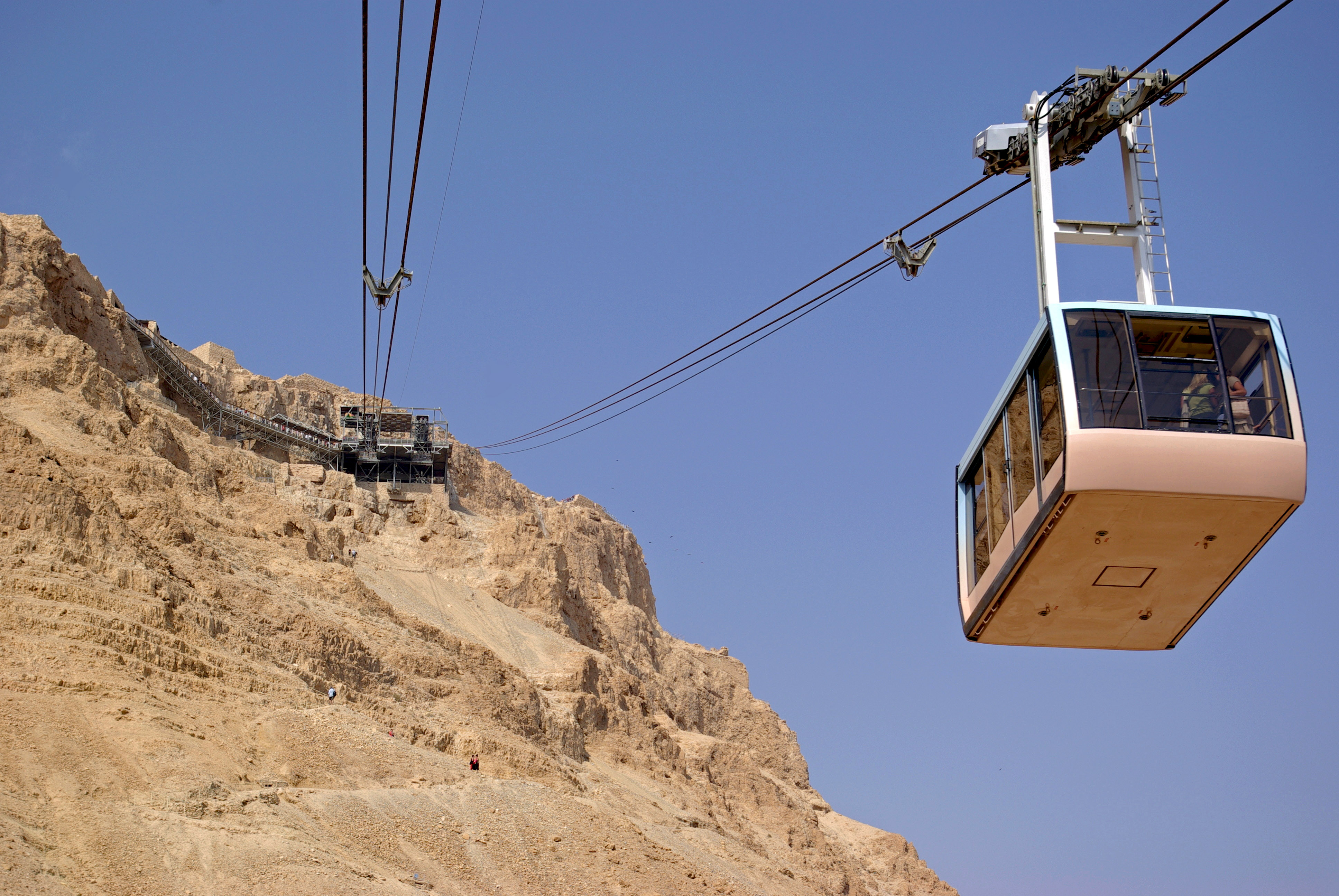
Téléphérique menant à la forteresse de Massada.

Un téléphérique sur le flanc est de la montagne prend maintenant en charge les touristes qui ne souhaitent pas emprunter le « sentier du Serpent ». La rampe romaine existe toujours sur le côté ouest et peut être gravie à pied en une quinzaine de minutes, contre quarante par le chemin du Serpent.

## «Complexe de Massada»

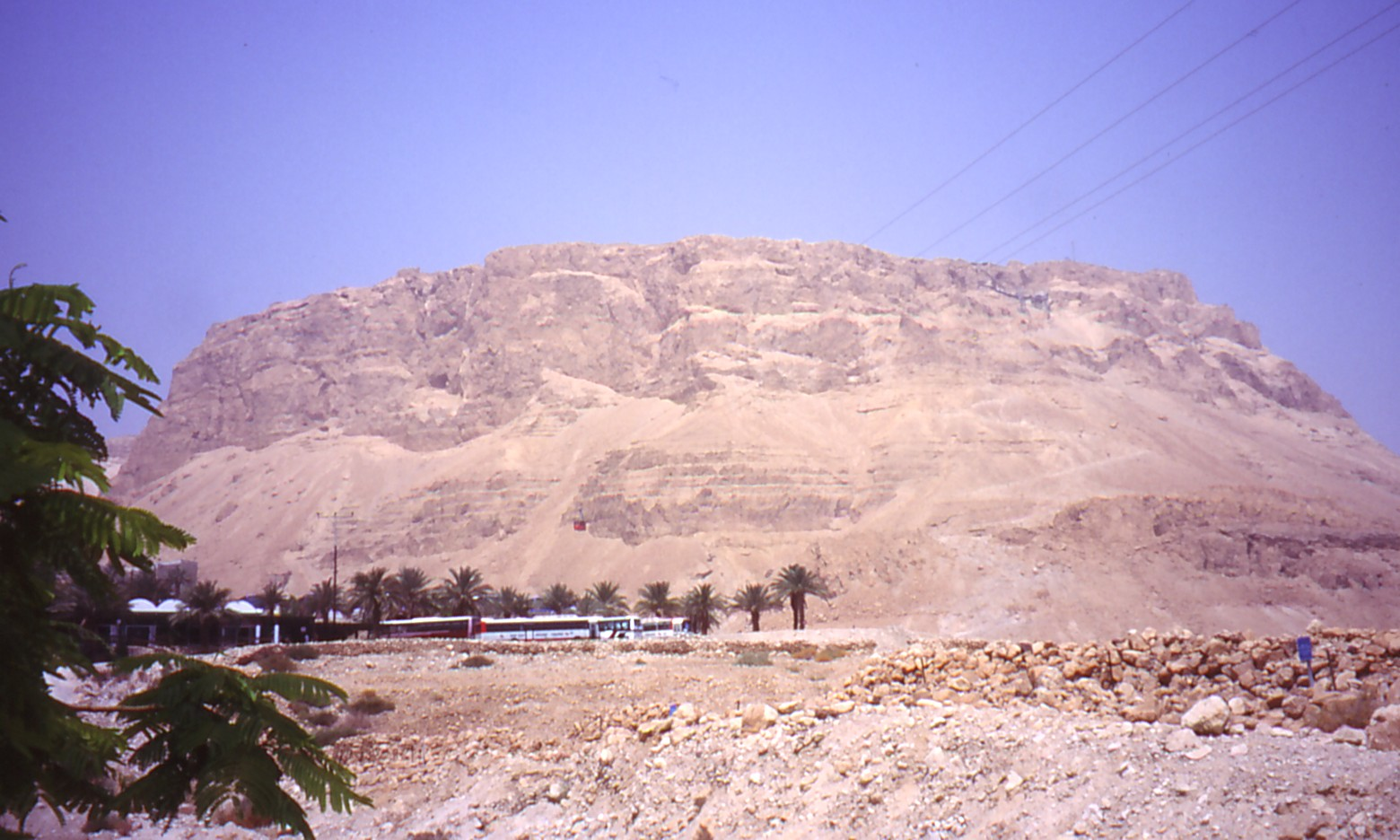
Forteresse vue de l'est.

Le mythe de Massada combine de façon ambivalente une expression de puissance (prise en main de son destin, combat dans l’adversité, transformation de son environnement), un constat de faiblesse (menace implacable, immédiate et identitaire), et une image de la détermination fondamentaliste religieuse (conserver la terre jusqu'à la mort). « Massada c’est à la fois la tombe des premiers guerriers juifs, les ancêtres de l’actuelle puissance israélienne, la religion juive constituée comme État, et l’image de l’insécurité israélienne. »
De nos jours, c'est sur cet éperon rocheux que les officiers israéliens de l'armée blindée viennent prêter serment ou que les pilotes de chasse de Tsahal se voient solennellement remettre leur insigne et qu'a lieu la prestation de serment de diverses troupes de Tsahal, dont les parachutistes. C'est là également qu'ils répètent, avec leur promotion, les vers du célèbre poème épique composé par Yitzhak Lamdan (en), Massada, publié en 1927, si cher aux pionniers du sionisme :

« Non, la chaîne n'est pas rompue sur le sommet inspiré. Plus jamais Massada ne tombera,.
Chenit Matzada lo tipol, שנית מצדה לא תיפול »

Certains évoquent de nos jours un « complexe de Massada » ou « complexe de la citadelle assiégée (en) » par analogie avec les événements de l'époque romaine, au cours desquels les défenseurs de cette forteresse isolée, entourée de troupes hostiles, préférèrent le suicide à la reddition. L'expression désigne l'idée selon laquelle dans une perspective sioniste, Israël serait le dernier refuge à préserver à tout prix, source de comportements irrationnels.
Le « complexe de Massada » est fondamentalement une attitude pathologique qui évoque le rapport israélien à la faiblesse (comme le « syndrome de la Shoah » ou le « complexe de Samson »), c’est le sentiment d’être en permanence à la portée d’une menace grave, menaçant son existence même.
Ce complexe s’est développé en réaction à l’impuissance des Juifs de la diaspora, synthétisée par le génocide des Juifs par les nazis, et en écho au mythe fondateur d’Israël : un combat imposé par un adversaire résolu, puissant, intraitable et visant sa destruction.
Au XXIe siècle Massada ne suscite plus guère d'engouement sioniste mais demeure un site touristique.

## Autres

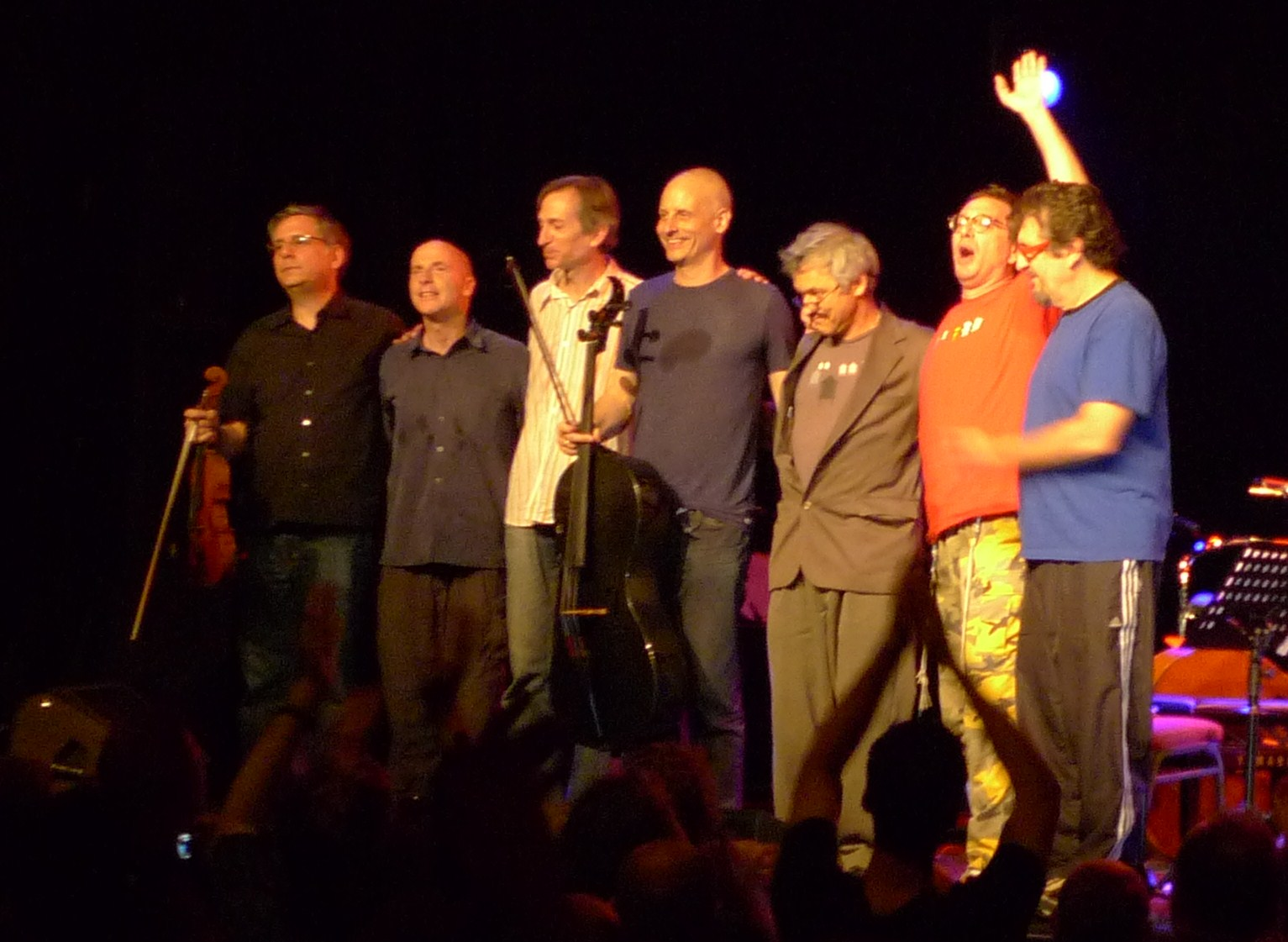
Masada au festival de jazz de la mer du Nord (juillet 2009)

### Astronomie
(282903) Massada est un astéroïde nommé du nom de la forteresse.

### Musique
Massada est un groupe néerlandais aux influences funk, rock et pop, avec des influences latines, fondé dans les années 1970 par Johnny Manuhutu. Ils ont connu plusieurs succès aux Pays-Bas. La plupart des membres du groupe sont d'origine moluquoise . 

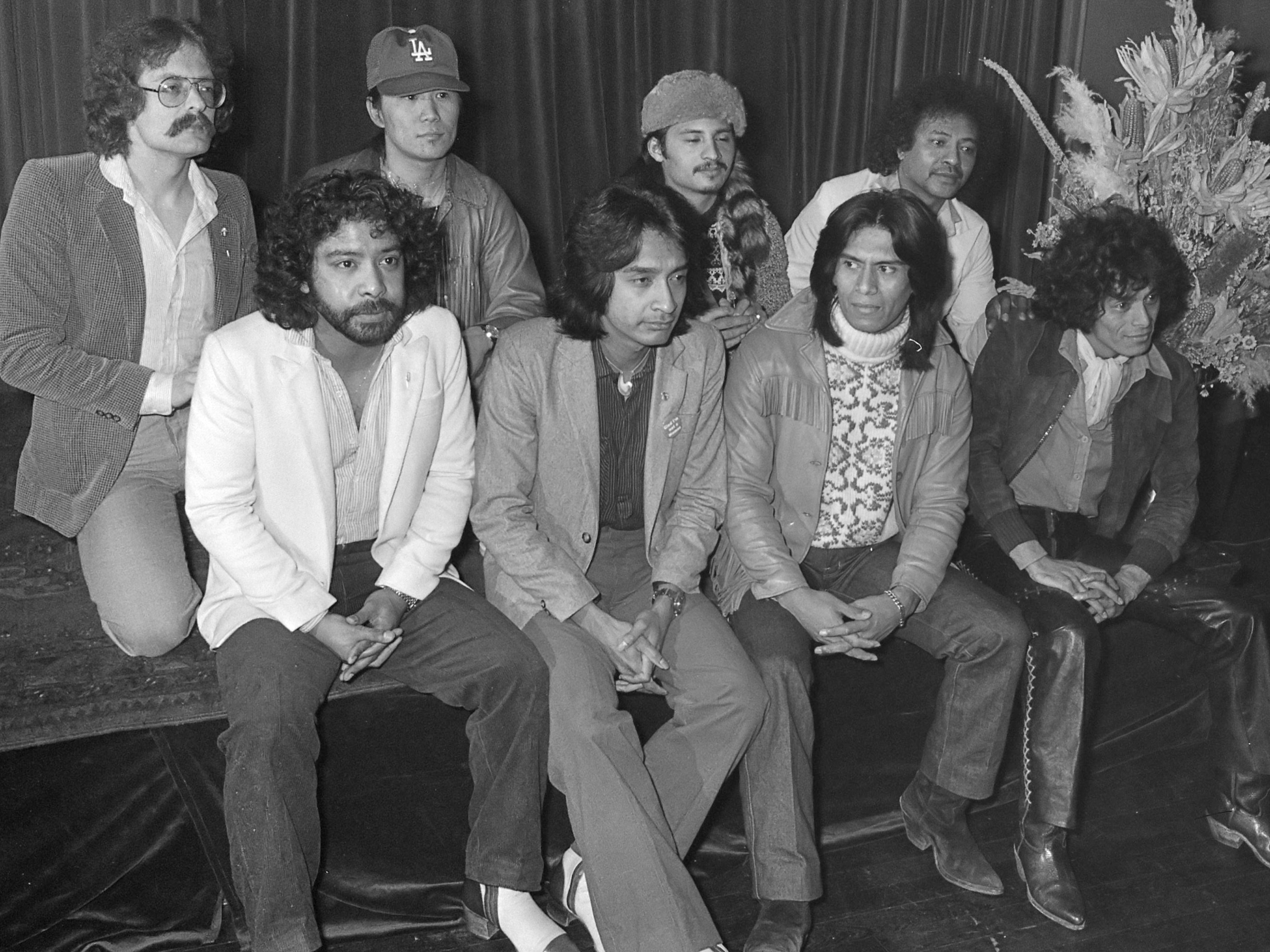
Remise d'un prix au groupe musical Massada (mars 1979).

Masada est le titre d'un album de musique sorti en 1992 du chanteur ivoirien Alpha Blondy.
Masada est également le nom d'un groupe de jazz créé aux États-Unis par John Zorn, Joey Baron, Greg Cohen et Dave Douglas durant l'été 1993, à l'occasion de la composition de la musique du film Thieves Quartet.

### Télévision
L'histoire du siège de Massada est adaptée en 1981 sous forme de mini-série de la télévision américaine : Masada.

### Ouvrages
- (en) Jodi Magness, Masada : From Jewish Revolt to Modern Myth, Princeton (N.J.), Princeton University Press, 2019, 265 p. (ISBN 978-0-691-16710-7, JSTOR j.ctvc7745s).
- Frédéric Encel, Géopolitique du sionisme, Armand Colin, 2008
- Pierre Vidal-Naquet, Flavius Josèphe et la Guerre des Juifs, Bayard, 2005 (lire en ligne)
- Ernest-Marie Laperrousaz, Trois Hauts Lieux de Judée : L'Hérodium, Massada et Qoumrân, Paris-Méditerranée, 2001
- Mireille Hadas-Lebel, Massada, histoire et symbole, Albin Michel, 2000  (ISBN 2226076824) 159 p. extraits en ligne
- (en) Nachman Ben-Yehuda, The Masada myth : collective memory and mythmaking in Israel, University of Wisconsin Press, 1995, 401 p. (ISBN 978-0-299-14830-0, lire en ligne)
- (de) Adolf Schulten, Masada, die Burg des Herodes und die römischen Lager, Leipzig, Hinrichs, 1933.
- Yigaël Yadin, Massada, la dernière citadelle d'Israël, Hachette 1966
- Jean-Christophe Buisson (dir.), Georges Ayache et al., Le dernier carré : Combattants de l'honneur et soldats perdus de l'antiquité à nos jours, Paris, Editions Perrin, 2021, 383 p. (ISBN 978-2-262-09660-1), Chapitre 2.
- Nachman Ben-Yehuda, The Massada myth : collective memory and mythmaking in Israel (en anglais : Le Mythe de Massada : mémoire collective et fabrique du mythe en Israël), Madison (Wisconsin) : University of Wisconsin Press, 1995

### Articles
- (en) Shaye J. D. Cohen, « Masada: Literary Tradition, Archaeological Remains, and the Credibility of Josephus », Journal of Jewish Studies, vol. 33, nos 1-2,‎ printemps 1982, p. 385-406 (lire en ligne, consulté le 11 juin 2019).
- Pierre Vidal-Naquet, « Flavius Josèphe et Masada », Revue historique, vol. 260, no 527,‎ juillet-septembre 1978, p. 3-21 (lire en ligne, consulté le 16 avril 2022).
- Pierre Vidal-Naquet, « De l’Atlantide à Massada. Réflexion sur querelle, mythe, histoire et politique », dans Lectures politiques des mythes littéraires au XXe siècle, Presses universitaires de Paris Nanterre, coll. « Littérature française », 22 janvier 2013 (ISBN 9782821826809, lire en ligne), p. 45–66

### Filmographie
- [présentation] Boris Sagal, Les Antagonistes, 1980, avec Peter O'Toole.